# Чэн-ван
Чэн-ван (кит. 成王, имя при рождении: 姬誦, Цзи Сун) — второй ван древнекитайского царства династии Чжоу. По традиционной версии он правил в 1115—1079 гг. до н. э., согласно исследованиям в рамках проекта Ся-Шан-Чжоу — в 1042—1021 гг. до н. э. Сын императора У-вана. Подобно своему отцу, был способным и энергичным правителем.

## РегентствоЧжоу-гунаи переселение иньцев
Первые 7 лет царствования Чэн-вана государством в качестве регента управлял его дядя по отцу Чжоу-гун, при этом в непосредственном подчинении Чжоу-гуна находились все восточные территории империи, а за западными областями надзирал Шао-гун.
В самом начале правления Чэн-вана произошёл открытый мятеж трёх братьев его отца — Гуань-шу, Цай-шу и Хо-шу, поддержавших притязания на трон У Гэна, потомка свергнутой династии Шан, за которым им было поручено надзирать («Великое восстание шанцев»). Восстание, поддержанное варварскими восточными племенами, было успешно подавлено Чжоу-гуном, после чего было произведено перераспределение феодальных уделов, в основном, среди представителей правящей семьи. Для того чтобы пресечь дальнейшие выступления шанцев (иньцев) против власти династии Чжоу при Чэн-ване, было осуществлено их масштабное переселение с территорий исторического проживания в другие районы империи. «Цзо чжуань» приводит следующее описание этого процесса:

«В качестве бастионов и стен Чжоу он (Чэн-ван) поставил тех, кто обладал сиятельной добродетелью, и дал им земли в уделы… Он дал Лу-гуну… шесть групп иньцев. Им было велено вести за собой родственников, собрать все ветви и тех, кто связан с ними, и призвать их в Чжоу с тем, чтобы выслушать приказания и получить наставления от Чжоу-гуна. Затем их отправили для исполнения обязанностей в Лу.» 
Считается, что это насильственное переселение окончательно сокрушило национальное самосознание шанцев и подавило их волю к сопротивлению новой династии.

## Внутреннее положение империи
Внутреннее положение государства в период самостоятельного правления Чэн-вана отмечено умиротворением и соблюдением правопорядка. «Бамбуковые книги» говорят, что в царствование Чэн-вана «Поднебесная пребывала в мире». Известный философ Сюнь-цзы, живший, правда, на 700 лет позже описываемого периода, отмечал, что «при Чэн-ване все наслаждались миром, а смертных приговоров не было вовсе».
К моменту смерти Чэн-вана во главе чиновничьего аппарата государства стоял уже Шао-гун, занимавший должность тай бао («Великий защитник»), он же руководил приготовлениями к похоронам императора и церемонией возведения на престол его наследника.

## Внешняя политика
«Великое восстание шанцев» в начале правления Чэн-вана обусловило восточную направленность военных походов империи. При подавлении восстания Чжоу-гун совершил карательный поход против племён восточных варваров-и. В дальнейшем под личным предводительством Чэн-вана было совершено ещё три похода против восточных варваров: первый поход против чуского бо, второй — против одного из восточных хоу, третий — против «восточных и». Кроме того, по поручению императора неоднократно отправлялись военные экспедиции на восток и юго-восток: некий Мао-гун возглавил большой поход против «всех восточных государств» жунов, тай бао («Великий защитник») напал на восставших и (варваров), Нань-гун напал на восставшие «Земли Тигра» (юго-восток(?)), Бо Моу Фу во главе восьми иньских гарнизонов совершил карательный поход против восставших восточных и (варваров). Источники говорят о 12-ти военных походах в период царствования Чэн-вана.

## Семья
В дошедших до нас надписях упоминается супруга Чэн-вана — предположительно, дочь Цзян Цзыя, первого гуна княжества Ци.